# イタグイ
イタグイ（Itagüí）は、コロンビア・アンティオキア県の都市。人口は約27万人（2019年）。メデジンの南西に隣接し、都市圏の一部となっている。
「イタグイ」という地名は先住民族の酋長からきている。市の面積は小さいが、ほぼ全域が市街地化しており人口密度は高い。メデジンメトロの駅がある。

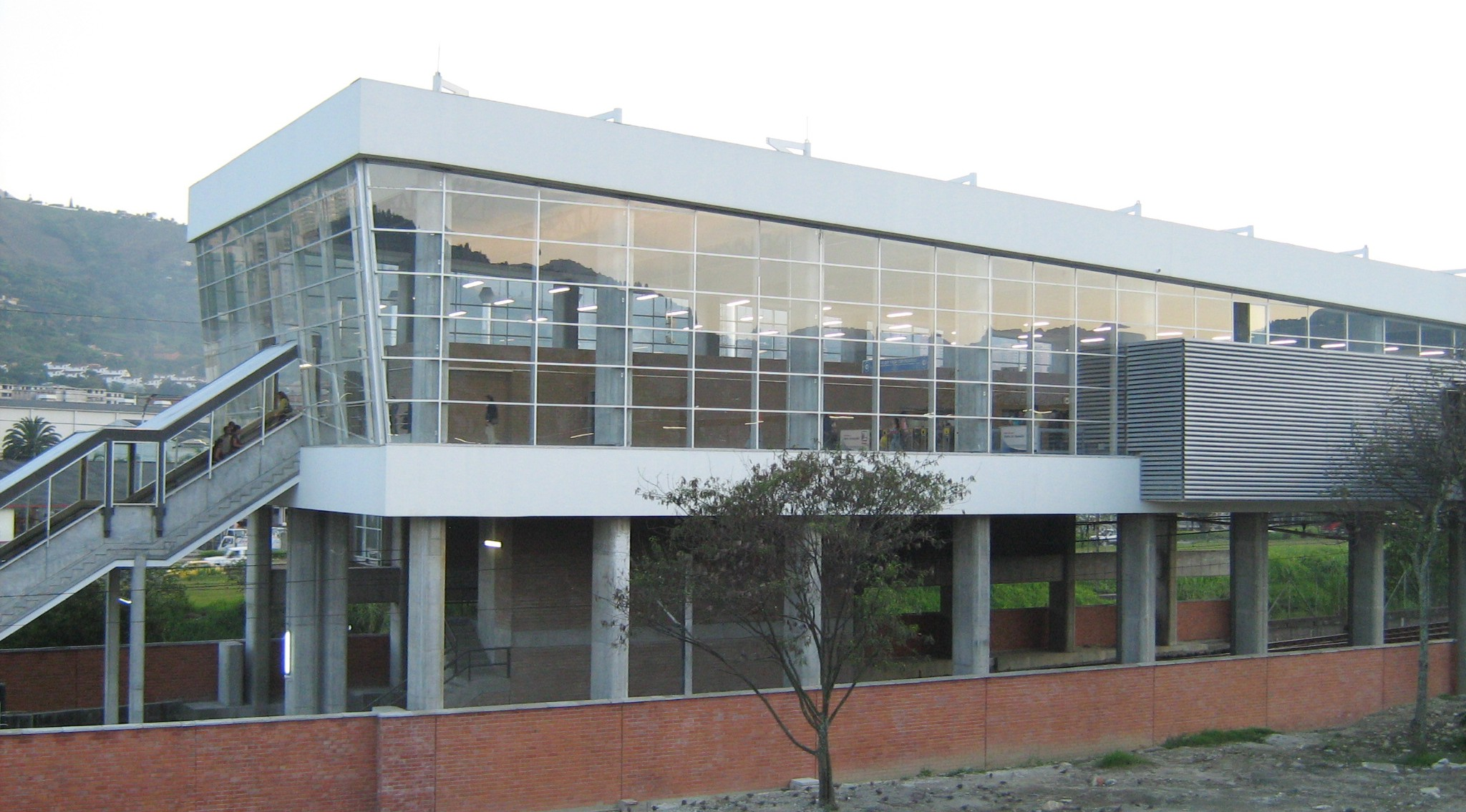
イタグイ駅